# Richard Carpenter (scenarzysta)
Richard Carpenter (ur. 14 sierpnia 1929 w King’s Lynn, zm. 26 lutego 2012 w Hertfordshire) – brytyjski scenarzysta telewizyjny, w Polsce znany głównie jako twórca serialu Robin z Sherwood.
Richard Carpenter tworzył przede wszystkim seriale telewizyjne dla dzieci i młodzieży, takie jak Catweazle, do którego scenariusz utworzył w 1969 roku, The Ghosts of Motley Hall czy The Winjin Pom.

## Filmografia

### Scenarzysta
- 1970 - Catweazle
- 1972–1974 - Czarny Królewicz
- 1974 - Cloud Burst
- 1978–1979 - The Famous Five
- 1999 - The Scarlet Pimpernel
- 1984–1986 - Robin z Sherwood
- 1987 - Awanturnik
- 1992 - Pożyczalscy
- 1993 - The Return of the Borrowers
- 1994 - Smok Stanleya
- 1997 - Piątka detektywów

### Aktor
- 1962 - Nawiedzony okręt
- 1963 - Mystery Submarine
- 1964 - Clash by Night
- 1967 - The Terrornauts
- 1974 - Cloud Burst